# Émeutes belges de 1834
 (mai 2022).
 (mai 2022).
La mise en forme du texte ne suit pas les recommandations de Wikipédia : il faut le « wikifier ».
Les points d'amélioration suivants sont les cas les plus fréquents. Le détail des points à revoir est peut-être précisé sur la page de discussion.
- Les titres sont pré-formatés par le logiciel. Ils ne sont ni en capitales, ni en gras.
- Le texte ne doit pas être écrit en capitales (les noms de famille non plus), ni en gras, ni en italique, ni en « petit »…
- Le gras n'est utilisé que pour surligner le titre de l'article dans l'introduction, une seule fois.
- L'italique est rarement utilisé : mots en langue étrangère, titres d'œuvres, noms de bateaux, etc.
- Les citations ne sont pas en italique mais en corps de texte normal. Elles sont entourées par des guillemets français : « et ».
- Les listes à puces sont à éviter, des paragraphes rédigés étant largement préférés. Les tableaux sont à réserver à la présentation de données structurées (résultats, etc.).
- Les appels de note de bas de page (petits chiffres en exposant, introduits par l'outil «  Source ») sont à placer entre la fin de phrase et le point final[comme ça].
- Les liens internes (vers d'autres articles de Wikipédia) sont à choisir avec parcimonie. Créez des liens vers des articles approfondissant le sujet. Les termes génériques sans rapport avec le sujet sont à éviter, ainsi que les répétitions de liens vers un même terme.
- Les liens externes sont à placer uniquement dans une section « Liens externes », à la fin de l'article. Ces liens sont à choisir avec parcimonie suivant les règles définies. Si un lien sert de source à l'article, son insertion dans le texte est à faire par les notes de bas de page.
- La présentation des références doit suivre les conventions bibliographiques. Il est recommandé d'utiliser les modèles {{Ouvrage}}, {{Chapitre}}, {{Article}}, {{Lien web}} et/ou {{Bibliographie}}. Le mode d'édition visuel peut mettre en forme automatiquement les références.
- Insérer une infobox (cadre d'informations à droite) n'est pas obligatoire pour parachever la mise en page.

Pour une aide détaillée, merci de consulter Aide:Wikification.
Si vous pensez que ces points ont été résolus, vous pouvez retirer ce bandeau et améliorer la mise en forme d'un autre article.
Dès les débuts de l'indépendance, le clergé de Belgique prend l’initiative de fonder une université catholique à Malines. La jeunesse libérale manifeste son mécontentement à travers de nombreuses émeutes dans les grandes villes universitaires de Gand, de Liège et de Louvain, percevant ce projet comme une tentative des catholiques d’augmenter leur influence sur l’enseignement supérieur. Les libéraux créent l’Université libre de Bruxelles en réaction.

## Contexte historique

### La rédaction de l’article 17 de la Constitution
L’indépendance de la Belgique est proclamée le 3 octobre 1830. Le Congrès national, dont les membres sont majoritairement catholiques, se réunit le 10 novembre de la même année en vue de délibérer sur un projet de Constitution. Le mot d’ordre de cette nouvelle Constitution est la liberté, « en tout et pour tous ». 
L’article 17, qui, dans la Constitution de 1831, proclame la liberté de l’enseignement, est le résultat d’un compromis difficile entre les libéraux et les catholiques. Les catholiques revendiquent la liberté de culte, qu’ils obtiennent (article 19), avec l’indépendance de l’Église par rapport à l’État (article 16), mais ils ne peuvent concevoir la liberté de culte sans la liberté de l’enseignement. Dans une lettre dont il fait la lecture devant l’assemblée constituante, le prince-évêque de Méan affirme en effet que « comme la religion a une connexion si intime et si nécessaire avec l’enseignement, elle ne saurait être libre si l’enseignement ne l’est aussi ». 
La liberté de l’enseignement a été vivement débattue. Les libéraux craignent « qu’en s’emparant de l’âme des enfants, en s’immisçant dans la conscience des citoyens, l’Église ne conquière le pouvoir tout entier et ne modèle la nation à son image ». La question d’une éventuelle surveillance de l’État dans l’enseignement confessionnel a ainsi pu soulever quelques difficultés. Finalement, les catholiques obtiennent gain de cause : la liberté de l’enseignement est totale, l’article 17 disposant que « l’enseignement est libre ; toute mesure préventive est interdite ; la répression des délits n’est réglée que par la loi ». Cette liberté bénéficie tant à l’Église qu’à l’État, avec la particularité, s’agissant de ce dernier, que l’instruction publique donnée à ses frais doit être réglée par la loi, pour éviter l’arbitraire.

### Une œuvre inachevée, une interprétation ambivalente
Il faut toutefois constater que les constituants se sont contentés d’une œuvre incomplète, en ce que de nombreuses questions méritaient encore leur réflexion. Parmi celles-ci, les rapports entre l’État et le culte, là où il pourrait y avoir collision entre eux, devaient encore être approfondis, notamment sur le plan de l’enseignement. Les législatures se succèdent l’une après l’autre et il faut attendre plusieurs années avant qu’une loi soit édictée à ce sujet. 
Dans un premier temps, l’unionisme et un idéal commun de liberté ont engagé les Belges à donner aux termes relativement vagues de l’article constitutionnel une interprétation qui saurait sauvegarder la concorde entre les catholiques et les libéraux. Il était pourtant prévisible que, très rapidement, cette liberté allait faire l’objet d’interprétations diverses et contradictoires, correspondant aux attentes respectives des tendances libérale et catholique. Selon les catholiques, en effet, l’instruction fait partie des missions naturelles de l’Église et en matière d’offre scolaire, l’État doit se borner à jouer un rôle supplétif, « idéalement en subsidiant des écoles catholiques, et non en ouvrant des écoles publiques qui viendraient concurrencer les premières ». Du point de vue des libéraux, au contraire, « l’État se doit d’assurer une formation intellectuelle au plus grand nombre possible de citoyens » et « il lui incombe de développer son propre réseau d’enseignement ». 
Faisant usage de la nouvelle liberté que leur accordait l’article 17 de la Constitution et devant le silence des Chambres, les catholiques multiplient les institutions confessionnelles à tous les niveaux et rétablissent une influence majeure sur tous les secteurs de la vie sociale, instaurant quasiment un monopole dans un domaine aussi crucial que l’enseignement, dont les libéraux commencement doucement à s’inquiéter. L’annonce de l’érection d’une Université catholique à Malines suscitera de la part de ceux-ci un certain mécontentement, qu’ils manifesteront par des émeutes dans les grandes villes universitaires de Gand, de Liège et de Louvain en 1834. 

## Contexte politique
Les émeutes de 1834 s’inscrivent dans le clivage philosophico-religieux opposant la pensée catholique à la pensée libérale. 

### Le clivage philosophico-religieux
Le clivage philosophico-religieux désigne une profonde division autour de la question de la place de l’Église dans l’organisation de l’État, notamment en matière d’enseignement. Il conduit libéraux, se sentant dominés par l’influence catholique, à s’organiser en vue de réduire cette domination. Leur volonté de s’organiser crée davantage de tensions avec les catholiques. Ces derniers défendent la prééminence de l’Église alors que les libéraux veulent un État neutre et laïque. 
Les libéraux jugent la place de l’Église dans l’État trop importante. Ils y voient un déséquilibre profond. Une opposition durable et frontale naît entre eux car cet enjeu touche à la vie des citoyens. Les libéraux dénoncent cette situation et aspirent à la transformer, tandis que les catholiques en sont satisfaits. 
S’appuyant sur la liberté d’association, les libéraux s’unissent et se constituent en un pilier libéral. Ils s’adonneront dès lors à l’élaboration d’une presse libérale et anticléricale très active et à l’organisation de charivaris et d'autres actes violents contre les bâtiments liés à l’Église. 
Le clivage philosophico-religieux s’inscrit dans la vie politique quand les mouvements se forment en partis politiques. Les libéraux, exaspérés et se sentant comme dominés, sont les premiers concernés. Les catholiques en prendront l’initiative plus tard, pour répondre aux contestations des libéraux. Ils s’appuieront sur des structures déjà existantes, où leur autorité est établie. La société est traversée par ce clivage car il affecte leur vie quotidienne. 

### La pilarisation
La Belgique est une société “pilarisée” dans la mesure où elle se divise selon des clivages religieux et idéologiques dans lesquels les familles politiques s’enracinent. La vie de la population s’inscrit dans un pilier qui reflète une idéologie politique particulière. 
Le clivage philosophico-religieux traverse également la question de l’enseignement. L’influence cléricale semble augmenter de plus en plus, ce qui suscite la crainte des libéraux, d'autant plus que le pape Grégoire XVI condamne en 1832 le pluralisme d’opinions et les libertés modernes. 

## Fondation de l'Université catholique

### Un travail difficile
Les évêques de Belgique déplorent les universités existantes. Ils regrettent ne pas pouvoir trouver d’hommes formés selon la foi et la moralité catholiques capables de siéger à la chambre ou au sénat et se préoccupent ainsi, dès les premières années de l’Indépendance et dans la mesure où une interprétation généreuse du texte constitutionnel leur en donne le droit, d’une meilleure organisation des études ecclésiastiques, dans le but, notamment, d’assurer le catholicisme des classes dirigeantes. La création d’une Université catholique est décidée en octobre 1832, à l’initiative de Monseigneur Van de Velde, l’évêque de Gand. 
Le projet des catholiques, qu’ils savent eux-mêmes très risqué, se heurte cependant à plusieurs obstacles. L’alliance avec les libéraux est tellement fragile qu’il leur semble presque incorrect de se saisir si rapidement de l’arme de la liberté. Ils craignent que leur geste soit interprété comme une volonté de domination cléricale trop nette par les libéraux. Qui plus est, la promulgation par le pape Grégoire XVI, qui désapprouve les consonances trop libérales de la Constitution belge, de l’encyclique Mirari Vos, contribue à rendre encore plus conflictuelles leurs relations avec le camp libéral. Bref, c’est dans l’adversité générale que les catholiques avancent petit à petit, menés par l’archevêque de Malines, Engelbert Sterckx, sur lequel a reposé l’essentiel du travail relatif à l’organisation et la mise sur pied de l’Université. 

### Les émeutes de 1834
Les libéraux se méfient plus que jamais de l’influence du clergé. L’annonce de la création de l’université n’a fait qu’exacerber des tensions déjà présentes et rapidement, « la jeunesse libérale exprimait sa mauvaise humeur en organisant des manifestations nocturnes, fort à la mode à cette époque et connues sous le nom de charivaris ». L’agitation des étudiants atteint un niveau tel que l’intervention, non seulement de la police, mais aussi de militaires, a été nécessaire. Des rumeurs circulent que le chef du parti libéral, l’homme politique Théodore Verhaegen, a poussé les jeunes libéraux à gagner les rues et à protester de la sorte. Quoi qu’il en soit, les catholiques se réjouissent de cette révolte libérale, dans laquelle ils voient la preuve de l’impiété des universités libérales. Si l’opinion bourgeoise, même à l'étranger, se rallie au projet du clergé, la haute bourgeoisie et la noblesse de Belgique se détachent des catholiques, ce qui pourrait expliquer le succès relativement faible de ceux-ci aux prochaines souscriptions. 
Profitant de la liberté de l’enseignement, les évêques de Belgique ont ainsi été autorisés à fonder une Université catholique à Malines (qu’ils nomment, par prudence, “Université libre”), ouverte le 4 novembre 1834. 

## La réaction libérale
Le 24 juin 1834, les Amis philanthropes et Théodore Verhaegen proposent de fonder une Université d’influence libérale pour contrebalancer l'initiative catholique. Le 20 novembre 1834, ils inaugurent l’Université libre de Bruxelles. Cette université propose un enseignement fondé sur les principes du libre examen et du rejet de l’autorité. Son but est de lutter contre les préjugés et l’intolérance en proposant un enseignement basé sur les “doctrines d’une saine philosophie”,.